# Centromerus bulgarianus
Espèce
Synonymes
- Troglohyphantes bulgarianus Drensky, 1931

Centromerus bulgarianus est une espèce d'araignées aranéomorphes de la famille des Linyphiidae.

## Distribution
Cette espèce est endémique de Bulgarie.

## Étymologie
Son nom d'espèce lui a été donné en référence au lieu de sa découverte, la Bulgarie.

## Publication originale
- Drensky, 1931 : Paiatzi ot pescherite na Beulgaria. Spisanié na Beulgarskata Akademia na Naoukite, vol. 44, p. 1-50.